# Морнінгсайд (Нью-Мексико)
Морнінгсайд (англ. Morningside) — переписна місцевість (CDP) в США, в окрузі Едді штату Нью-Мексико. Населення — 302 особи (2020).

## Географія
Морнінгсайд розташований за координатами 32°51′40″ пн. ш. 104°23′49″ зх. д. / 32.86111° пн. ш. 104.39694° зх. д. (32.861084, -104.397047).  За даними Бюро перепису населення США в 2010 році переписна місцевість мала площу 0,23 км², уся площа — суходіл.

## Демографія
Згідно з переписом 2010 року, у переписній місцевості мешкало 367 осіб у 126 домогосподарствах у складі 83 родин. Густота населення становила 1569 осіб/км².  Було 135 помешкань (577/км²).
Расовий склад населення:
| - 56,1 % — білих - 1,9 % — корінних американців - 37,9 % — осіб інших рас |

До двох чи більше рас належало 4,1 %. Частка іспаномовних становила 83,7 % від усіх жителів.
За віковим діапазоном населення розподілялося таким чином: 30,5 % — особи молодші 18 років, 60,2 % — особи у віці 18—64 років, 9,3 % — особи у віці 65 років та старші. Медіана віку мешканця становила 32,6 року. На 100 осіб жіночої статі у переписній місцевості припадало 108,5 чоловіків;  на 100 жінок у віці від 18 років та старших — 116,1 чоловіків також старших 18 років.
Середній дохід на одне домашнє господарство  становив 62 630 доларів США (медіана — 70 604), а середній дохід на одну сім'ю — 53 614 долари (медіана — 61 736). За межею бідності перебувало 8,0 % осіб, у тому числі 11,3 % дітей у віці до 18 років та 0,0 % осіб у віці 65 років та старших.
Цивільне працевлаштоване населення становило 251 осіб. Основні галузі зайнятості: сільське господарство, лісництво, риболовля — 57,0 %, будівництво — 21,5 %, освіта, охорона здоров'я та соціальна допомога — 15,1 %.